# Rhinocricus tarmanus
Rhinocricus tarmanus är en mångfotingart som först beskrevs av Chamberlin 1955.  Rhinocricus tarmanus ingår i släktet Rhinocricus och familjen Rhinocricidae. Inga underarter finns listade i Catalogue of Life.